# Monarchia ereditaria
La monarchia ereditaria è la forma più comune di monarchia usata dalla maggior parte delle monarchie attualmente regnanti nel mondo.

## Descrizione
Nella monarchia ereditaria tutti i monarchi provengono dalla stessa famiglia, ed il potere è trasferito da un membro ad un altro della famiglia. Questo sistema ha il vantaggio di portare stabilità e continuità nell'opera del regnante, tanto quanto sono stabili i legami interni della famiglia.
Per esempio, quando il re o la regina muore o abdica, la corona passa alla generazione successiva, ovvero ai figli, e dopo di loro ai nipoti, o in assenza, a fratelli, zii, cugini o altri parenti. L'ordine di successione è definito dalla legge, quello più frequente è basato sulla primogenitura, ma esistono anche altri metodi.
Storicamente, ci sono state delle differenze nei sistemi di successione, la maggior parte delle quali intorno al dubbio se la successione sia solo limitata agli eredi maschi o se, invece, anche le femmine sono ammissibili al trono. 
La successione agnatizia si riferisce al sistema nel quale dove alle eredi femmine non è permesso né di regnare, né di trasmettere il diritto a succedere al proprio discendente maschio (cfr. la Legge Salica). Un agnato è un congiunto con cui si ha un ascendente comune in linea immediata maschile. 
 Con successione cognatizia, anticamente, ci si riferiva ad un tipo di successione al trono od in un altro tipo di eredità, la quale permetta sia ai maschî sia alle femmine di essere eredi; questo sebbene, nell'uso moderno, il termine si riferisca ad una eguale successione basata sull'anzianità, senza riguardo per il sesso.
Una monarchia elettiva può, in pratica, funzionare come una monarchia ereditaria, per esempio nel caso in cui l'eleggibilità sia limitata ai soli membri di una famiglia (o, a maggior ragione, se l'elezione è sottoposta alle regole di precedenza del maggiorasco). Ciò è accaduto, nella storia, di solito, lentamente, in molte monarchie elettive del passato. Secondo questo metodo, il Re, all'avvicinarsi della propria morte, ma quando ancora poteva esercitare la propria influenza per dirigere l'elezione al risultato voluto, avrebbe sottoposto al voto il proprio prescelto, cosicché egli risultasse eletto.
Molte nazioni europee tardomedievali erano, ufficialmente, monarchie elettive, ma la medesima famiglia, spesso, aveva già mantenuto il trono per secoli. Questa situazione ibrida, descritta come monarchia pseudoelettiva o virtualmente ereditaria, era dovuta al fatto che il sistema della successione era in lenta transizione.

Molte di queste monarchie ibride sono diventate ufficialmente ereditarie agli albori dell'era moderna.